# Leptanthura laevigata
Leptanthura laevigata là một loài chân đều trong họ Leptanthuridae. Loài này được Stimpson miêu tả khoa học năm 1855.